# BOHICA
BOHICA (stavas även "B.O.H.I.C.A" och Bohica") är en akronym som står för "Bend Over, Here It Comes Again". BOHICA används vardagligt för att visa att en jobbig situation håller på att upprepa sig, och att medgörlighet är det mest kloka sättet att hantera det.